# ギャビン・エドワーズ
ギャビン・エドワーズ（Gavin Edwards、1988年1月15日 - ）は、アメリカ合衆国アリゾナ州出身のプロバスケットボール選手。B.LEAGUE、宇都宮ブレックス所属。
ポジションはパワーフォワード。バスケットボール男子日本代表。
シーホース三河（アイシンシーホース）時代の2014-15シーズンと2015-16シーズンには最多ブロックショットのタイトルを獲得した。

## 経歴

### 学生時代
1988年、アリゾナ州フェニックスに生まれる。メスキート高校では2005-06シーズンに1試合平均17.5得点、リバウンド数8.5、ブロックショット3.3の成績をあげ、地区最優秀選手と、全州のオナラブル・メンションに選出された。また高校では通算100以上のブロックショットを記録し、メスキート高校史上最多記録を残した。
2006年にコネチカット大学に進学し、4年間で123試合に出場、1試合平均5.1得点、3.4のリバウンドだった。最後の2009-10シーズンでは平均10.6得点、6.5リバウンドの成績を残した。また、当時のチームメイトにケンバ・ウォーカーがいた。

### プロ選手として
2010年のNBAドラフトで指名を受けられなかったエドワーズはNBAサマーリーグに参加し、その後2010年12月21日、Dリーグのスプリングフィールド・アーマーに加入し、39試合に出場して10.62得点、5.44リバウンドを挙げた。
2011-12シーズンはギリシャのペリステリBCと契約、19試合に出場し、1試合平均9.5得点だった。
2013年、NBLのアイシンシーホース三河と契約する。三河では2014-15シーズンと2015-16シーズンに最多ブロックショットのタイトルを獲得し、2014-15シーズンにはチームのリーグ優勝に貢献した。
NBLからBリーグとなった2016-17シーズン、レギュラーシーズン60試合全てに出場し14.6得点を挙げた。シーズン終了後、エドワーズは三河との契約を更新せず、千葉ジェッツふなばしへ移籍した。
2020年1月、日本国籍を取得した。
2023年6月、6シーズン在籍した千葉を退団。宇都宮ブレックスへの移籍が発表された。

### 日本代表歴
日本国籍を取得した翌月の2020年2月、日本代表候補に選出される。FIBAアジアカップ予選や強化試合などに帰化選手枠で出場。2021年7月、東京オリンピック日本代表に選出された。オリンピックは予選リーグ2試合に出場。2戦目で肩を負傷したため、3戦目は欠場した。

## プレイスタイル
・206cmの長身ながら速攻の先頭を走るなど身体能力に長け、ランニングプレイを得意とする。
・ゴール付近での得点だけでなくアウトサイドからのシュートも持ち合わせているが、ゴールに背を向け、ポストプレイをする場面はあまり多くない。
・ディフェンスではブロック王のタイトルを獲得するなど、リムプロテクターとして活躍するが、その反面ファールが多く、度々ファールトラブルに追い込まれることがある。

## 個人成績

### レギュラーシーズン
| シーズン | チーム | GP | GS | MPG  | FG%  | 3P%  | FT%  | RPG | APG | SPG | BPG | TO  | PPG  |
| -------- | ------ | -- | -- | ---- | ---- | ---- | ---- | --- | --- | --- | --- | --- | ---- |
| 2013-14  | 三河   | 53 | 12 | 23.6 | 60.7 | 50.0 | 64.7 | 8.1 | 1.0 | 0.5 | 1.8 | 1.6 | 13.9 |
| 2014-15  | 三河   | 54 | 5  | 22.9 | 63.8 | 20.0 | 66.0 | 7.9 | 1.3 | 0.8 | 1.9 | 1.6 | 13.8 |
| 2015-16  | 三河   | 53 | 13 | 25.3 | 57.8 | 36.4 | 71.6 | 7.8 | 1.4 | 0.8 | 1.8 | 2.3 | 15.0 |
| 2016-17  | 三河   | 60 | 16 | 26.0 | 54.5 | 29.2 | 68.8 | 7.5 | 1.5 | 0.8 | 1.2 | 1.6 | 14.6 |
| 2017-18  | 千葉   | 60 | 59 | 29.0 | 60.9 | 25.7 | 64.4 | 7.7 | 2.8 | 0.9 | 1.2 | 2.1 | 18.1 |
| 2018-19  | 千葉   | 59 | 59 | 27.5 | 56.4 | 41.4 | 61.4 | 7.9 | 3.4 | 0.9 | 0.8 | 2.5 | 13.8 |
| 2019-20  | 千葉   | 31 | 31 | 29.8 | 58.1 | 43.4 | 63.6 | 8.3 | 2.3 | 1.2 | 1.4 | 2.3 | 17.7 |

- 2019-20シーズンは40試合で打ち切り

### プレーオフ
| シーズン | チーム | GP | GS | MPG  | FG%  | 3P%  | FT%  | RPG | APG | SPG | BPG | TO  | PPG  |
| -------- | ------ | -- | -- | ---- | ---- | ---- | ---- | --- | --- | --- | --- | --- | ---- |
| 2017     | 三河   | 5  | 2  | 26.2 | 47.6 | 0.0  | 66.7 | 7.2 | 1.8 | 0.6 | 1.4 | 1.0 | 14.0 |
| 2018     | 千葉   | 6  | 6  | 26.0 | 53.0 | 75.0 | 65.4 | 7.2 | 0.8 | 0.7 | 0.7 | 2.8 | 15.5 |
| 2019     | 千葉   | 5  | 5  | 29.2 | 58.2 | 0.0  | 60.7 | 8.8 | 2.2 | 1.0 | 1.8 | 3.6 | 16.2 |

### タイトル・表彰・記録
- ブロック王：2回（2014-15, 2015-16）[要出典]
- NBLオールスターゲーム選出：1回（2015年）
- Bリーグオールスターゲーム選出：1回（2019年）

## 家族
父のアール・エドワーズはアメリカンフットボールの選手であり、1969年から1979年にかけてNFLの4チームでプレイした経歴を持つ。